# Petronilo Hernández
General Petronilo Hernández fue un militar mexicano que participó en la Revolución mexicana. Fue un constitucionalista de la facción villista, donde destacó como general en jefe de la Brigada "Morelos", una vez que Luis Herrera Cano se pasó al constitucionalismo. Fiel a Francisco Villa durante la lucha entre constitucionalistas y convencionistas, se enfrentó a los hermanos Arrieta en Durango, a finales de 1914, y contra Jacinto B. Treviño durante 1915 en Chihuahua. 